# Atlas Centaur LV-3C
Atlas Centaur LV-3C – amerykańska dwustopniowa rakieta nośna z rodziny Atlas. Pierwsza wykorzystująca silnik rakietowy produkcji amerykańskiej na ciekłe paliwo wodorowe (w drugim członie o nazwie Centaur). Istniały cztery jej odmiany różniące się typem użytego stopnia Centaur: A, B i C (używały stopni Centaur A, Centaur B i Centaur C; startowały w pięciu pierwszych lotach testowych rakiety) i D (z członem Centaur D), która wyniosła amerykańskie próbniki Surveyor.

## Chronologia startów
1. 8 maja 1962, 19:49 GMT; s/n F-1 lub AC-1; miejsce startu: Cape Canaveral Air Force Station (LC36A), Stany Zjednoczone
Ładunek: brak; Uwagi: start nieudany – lot testowy, wariant A; eksplozja rakiety około 55 sekund po starcie, przyczyną było oderwanie się panelu izolacyjnego od jednego ze zbiorników ciekłego wodoru w członie Centaur, co doprowadziło do jego przegrzania i nadmiernego wzrostu ciśnienia[1]
2. 27 listopada 1963, 19:03 GMT; s/n AC-2; miejsce startu: Cape Canaveral Air Force Station, Stany Zjednoczone
Ładunek: Atlas Centaur 2; Uwagi: start udany – lot testowy, wariant B
3. 30 czerwca 1964, 14:04:22 GMT; s/n AC-3; miejsce startu: Cape Canaveral Air Force Station (LC36A), Stany Zjednoczone
Ładunek: brak; Uwagi: start nieudany – lot testowy sprawdzający osiągi rakiety i system kierowania, wariant C; awaria układów hydraulicznych w członie Centaur; niepowodzenie oznaczono w katalogach COSPAR i SATCAT, odpowiednio, 1964-F09 i F00306
4. 11 grudnia 1964, 14:25 GMT; s/n AC-4; miejsce startu: Cape Canaveral Air Force Station (LC36A), Stany Zjednoczone
Ładunek: Surveyor Model 1; Uwagi: start częściowo udany – lot testowy, wariant C; nie powiódł się restart silników członu Centaur i ładunek nie osiągnął planowanej orbity[1]
5. 2 marca 1965, 13:25 GMT; s/n AC-5; miejsce startu: Cape Canaveral Air Force Station (LC36A), Stany Zjednoczone
Ładunek: Surveyor SD-1; Uwagi: start nieudany – lot testowy, wariant C; 2 sekundy po starcie awaria zaworów paliwa doprowadziła do zatrzymania silników, upadku rakiety na stanowisko startowe i eksplozji, stanowisko LC36A zostało poważnie uszkodzone[1]
6. 11 sierpnia 1965, 14:31 GMT; s/n AC-6; miejsce startu: Cape Canaveral Air Force Station (LC36B), Stany Zjednoczone
Ładunek: Surveyor SD-2; Uwagi: start udany – lot testowy
7. 8 kwietnia 1966, 01:00 GMT; s/n AC-8; miejsce startu: Cape Canaveral Air Force Station (LC36B), Stany Zjednoczone
Ładunek: Surveyor Model 2; Uwagi: start nieudany – lot testowy; wyciek z układu paliwowego członu Centaur
8. 30 maja 1966, 14:41 GMT; s/n AC-10; miejsce startu: Cape Canaveral Air Force Station (LC36A), Stany Zjednoczone
Ładunek: Surveyor 1; Uwagi: start udany
9. 20 września 1966, 12:32 GMT; s/n AC-7; miejsce startu: Cape Canaveral Air Force Station (LC36A), Stany Zjednoczone
Ładunek: Surveyor 2; Uwagi: start udany
10. 26 października 1966, 11:12 GMT; s/n AC-9; miejsce startu: Cape Canaveral Air Force Station (LC36B), Stany Zjednoczone
Ładunek: Surveyor Model 3; Uwagi: start udany
11. 17 kwietnia 1967, 07:05 GMT; s/n AC-12; miejsce startu: Cape Canaveral Air Force Station (LC36B), Stany Zjednoczone
Ładunek: Surveyor 3; Uwagi: start udany
12. 14 lipca 1967, 11:53 GMT; s/n AC-11; miejsce startu: Cape Canaveral Air Force Station (LC36A), Stany Zjednoczone
Ładunek: Surveyor 4; Uwagi: start udany